# Alfred Brandt (Landrat)
Alfred Friedrich Rudolf Brandt (* 18. Mai 1895 in Walsee, Kreis Gnesen; † 9. März 1945 in Glowitz bei Stolp) war ein deutscher Landwirt und Landrat zur Zeit des Nationalsozialismus. Im deutsch besetzten Polen war Brandt als Kreishauptmann tätig.

## Leben
Brandt stammte aus einer Großgrundbesitzerfamilie aus dem Kreis Gnesen und begann seine Schullaufbahn an einem humanistischen Gymnasium. In der Oberstufe verließ er die Schule und absolvierte eine Landwirtschaftslehre. Als Kriegsfreiwilliger nahm er am Ersten Weltkrieg als Soldat teil und wurde mit dem Eisernen Kreuz I. Klasse ausgezeichnet. Nach der Entlassung aus der Armee schloss er sich einem Freikorps an und erwarb 1920 in Pommern ein eigenes Gut, nachdem der elterliche Besitz nun in Polen lag. In den 1920er Jahren gehörte er der Deutschvölkischen Freiheitsbewegung an und war leitend beim Grenzschutz Ost tätig.
Der NSDAP trat er zum 1. Oktober 1930 bei (Mitgliedsnummer 314.432). Zudem wurde er Mitglied der SA. Im Landkreis Rummelsburg wurde er Kreisleiter und Kreisbauernführer. Anfang April 1933 wurde Brandt Landrat im Landkreis Rummelsburg. Anfang August 1934 wurde er aus diesem Amt und anderen Posten durch den Gauleiter Franz Schwede-Coburg wegen finanzieller Unregelmäßigkeiten entfernt. Danach war Brandt bis zum Ende des Jahres 1939 als agrarpolitischer Fachberater für die NSDAP in fünf Kreisen tätig.
Nach Beginn des Zweiten Weltkrieges bewarb sich Brandt für eine Verwendung im besetzten Polen. Er wurde aber nicht in der ehemaligen Provinz Posen, sondern im Generalgouvernement eingesetzt. Am 13. Januar 1940 wurde er im Distrikt Lublin zum Kreishauptmann in Puławy und übte diese Funktion bis zum Juli 1944 aus. Brandt galt als „Juden- und Polenhasser“, der Juden in die Vernichtungslager deportieren ließ. Für polnische Landwirte, die ihr Kontingent nicht rechtzeitig ablieferten, errichtete er im September 1940 in Kazimierz Dolny ein Arbeitslager in einem Steinbruch. „Bereits im Februar 1941 schlug er vor, deutsche Jungbauern im Distrikt Lublin anzusiedeln, polnische Bauern zu enteignen, sie zu vertreiben und einen Teil von ihnen als Landarbeiter zu belassen.“
Im Dezember 1944 wurde Brandt in den Reichsgau Wartheland abgeordnet. Er wurde 1945 bei Stolp durch ein sowjetisches Militärtribunal zum Tod verurteilt. Angehörige der Roten Armee vollstreckten das Urteil vor Ort durch Erschießen.